# Screening (economía)
En economía, screening se refiere a la estrategia para combatir la selección adversa, una de las potenciales complicaciones en la toma de decisiones de casos de información asimétrica. El concepto de screening fue desarrollado por Michael Spence (1973) y debe ser distinguido de signalling que implica que el agente informado se mueve primero. 
Para propósitos de screening, los casos de información asimétrica asumen dos agentes económicos que llamaremos Abel y Caín, donde Abel sabe más acerca de sí mismo que lo que Caín sabe sobre Abel. Los agentes están esperando entablar alguna clase de transacción, a menudo involucrando una relación de largo plazo. El "screener" (el que tiene menos información, en este caso, Caín) espera rectificar su asimetría aprendiendo tanto como pueda sobre Abel.
El proceso real de screening depende de la naturaleza del escenario, pero está normalmente conectado de forma cercana a la relación futura.
Los modelos de screening son comúnmente contrastados con la teoría de capital humano. En los modelos de screening, se asume que la educación actúa como un filtro, con la finalización exitosa de la educación señalando altos niveles de habilidad.
También conocido como monitoreo este se refiere a quien de los involucrados pone el mayor de los esfuerzos para tener conocimiento de los productos o servicios que se vayan adquirir. 
Es una estrategia que aplica en el caso en que solo el agente (a quién le proponen el contrato) tiene información privada antes de que se realice el contrato (qué tan hábil es, qué tanto puede aprovechar su tiempo libre, qué tanto valora un bien en especial, cuál es su nivel de ingresos, qué tanto requiere una ayuda, etc.) El principal, quién propone el contrato, desea obtener el mayor beneficio posible del agente; no obstante, para lograrlo debe realizar una oferta que depende de una característica que desconoce del agente. Es por ello que el principal debe incentivar al agente a revelar esa información, “revelar su tipo”. Para lograrlo, usualmente el principal debe realizar una oferta que asegure que todos los “tipos” de agentes participen y que sea mejor para cada uno de ellos revelar su tipo que revelar otro. 

## Ejemplos
- Los bancos a menudo someterán a evaluación a las personas interesadas en pedir prestado dinero para eliminar a aquellos que no podrán devolverlo. Los bancos podrán preguntar a potenciales prestatarios por su historia financiera, estabilidad laboral, motivo para solicitar el préstamo, bienes, educación, experiencia, etc.
- Los procesos de entrevista de empleo son un método de screening, en el cual se usa la conversación para saber sobre la personalidad de la persona (por las maneras, la actitud y la vestimenta).
- Una empresa es la única autorizada para vender bebidas basadas en una variedad especial de café de Colombia en un país entero. La empresa empezó en dos pequeños distritos separados y aprendió que en uno, el norte, el café extra-suave es altamente apetecido, mientras que en el otro, el sur, fue bien recibido pero de todas formas otras variedades más fuertes son un buen sustituto; como resultado la calidad y el precio en el primer distrito son mucho más altos que en el segundo para una taza de café. La empresa tiene listo todo para entrar a la ciudad capital, donde vive gente que proviene de ambos distritos, se augura un éxito total, solo falta un detalle: ¿qué precio cobrar?  Si la empresa decide cobrar el precio que utilizó en el distrito norte, los que provienen del distrito sur quizás lo consideren un abuso y no compren. Si cobra el precio del sur, no podrá obtener las grandes ganancias que obtiene por taza en el distrito norte. ¿Qué debe hacer la empresa?  Una posible solución es la siguiente: ofrecer dos clases de café, uno de lujo que sea igual al que se vende masivamente en el distrito norte, y uno convencional con un precio y calidad más bajos. La relación precio-calidad debe tener en cuenta dos cosas: el café convencional debe ser lo suficientemente bueno como para garantizar que los del distrito sur estén dispuestos a consumirlo y no salir despavoridos a la competencia, pero debe ser lo suficientemente ‘regular’ como para que los del distrito norte prefieran su café de lujo al ‘simplón’ convencional. El resultado es que la combinación calidad-precio del café convencional de ciudad capital es inferior a lo que puede encontrarse en el distrito sur.